# ジャン＝クリストフ・スピノジ
ジャン＝クリストフ・スピノジ（Jean-Christophe Spinosi, 1964年9月2日 - ）は、フランスの指揮者でヴァイオリニストである。息子のマチューは俳優兼ヴァイオリニスト、妹のナタリーはヴィオラ奏者。カルテット・マテウス（1991年）の創立者で、後にアンサンブル・マテウス（息子マチューもメンバー）となる。特にバロック音楽の解釈と演奏で知られ、ヴィヴァルディのオペラで最も知られる。近年はモーツァルトとロッシーニの指揮にも成功を収めている。
スピノジは多くの歌手：ベロニカ・カンジェミ、サラ・ミンガルド、ジェニファー・ラーモア、サンドリーヌ・ピオー、ジモーネ・ケルメス、マリ＝ニコル・ルミュー、ナタリー・シュトゥッツマン、マリヤナ・ミヤノヴィッチ(Marjana Mijanovic)、ロレンゾ・レガッゾ、フィリップ・ジャルスキーおよびマティアス・ゲルネの声楽曲を指揮した。
スピノジはソリスト及びアンサンブル・マテウスの指揮者として、フランスの主要フェスティバル（シャンゼリゼ劇場、シャトレ座、パリ国立オペラ、トゥールーズのグランデ・インタープリテー(Grands Interprètes)、リヨンのデュ・ヴュー）、外国ではアムステルダム（コンセルトヘボウ）、ウィーン（コンツェルトハウス、アン・デア・ウィーン劇場）、ブリュッセル（パレ・デ・ボザール）、ニューヨーク（カーネギー・ホール）、エディンバラ（アッシャー・ホール）、プラハ（スメタナホール）、マドリッド、トリノ、パルマ、ナポリで演奏を行っている。
スピノジは2006年にフランスの文化大臣によりシュヴァリエ芸術文化勲章を授与された。また、アカデミー・ディスク・リリックによる2007年ベストオペラ指揮者も受賞した。
アンサンブル・マテウスとの活動と平行し、スピノジはトゥールーズ・キャピトル国立管弦楽団、パリ室内管弦楽団、パルマ・レッジョ劇場オーケストラ、オスロ・オペラ・オーケストラ、ウィーン交響楽団やフィルハーモニア管弦楽団の客演指揮者としてのキャリアも踏んでいる。2010年6月、東京のサントリーホールにて新日本フィルハーモニー交響楽団、2012年3月9日、東京のすみだ平和祈念コンサート2012「1945年、そして2011年—3月、あの日を忘れない」にて新日本フィルハーモニー交響楽団のフォーレ《レクイエム》の客演指揮者を務めた。

## ディスコグラフィ
- La fida ninfa, Vivaldi, 2008
with Veronica Cangemi, Sandrine Piau, Marie Nicole Lemieux, Lorenzo Regazzo, Philippe Jaroussky, Topi Lehtipuu, Sara Mingardo, Christian Senn; Ensemble Matheus. Opus111/Naïve
- Nisi Dominus, Stabat Mater, Vivaldi, 2008
with Marie Nicole Lemieux, Philippe Jaroussky; Ensemble Matheus. Opus111/Naïve
- La pietra del paragone, Rossini, DVD, 2007
with  François Lis,  Christian Senn,  José Manuel Zapata,  Sonia Prina,  Jennifer Holloway, Laura Giordano,  Joan Martín-Royo,  Filippo Polinelli; Chorus of Teatro Regio di Parma; Ensemble Matheus. Recorded live at Théâtre du Châtelet, Paris, Opus111/Naïve
- Vivaldi, Heroes, 2007
with Philippe Jaroussky, Ensemble Matheus. Opus111/Naïve(nr.7 Sovante il sole スピノジのヴァイオリン演奏)
- Griselda, Vivaldi, 2006
with Simone Kermes, Marie-Nicole Lemieux, Veronica Cangemi, Philippe Jaroussky, Stefano Ferrari, Iestyn Davies; Ensemble Matheus. Opus111/Naïve
- Orlando furioso, Vivaldi, 2004
with Marie-Nicole Lemieux, Jennifer Larmore, Veronica Cangemi, Ann Hallenberg, Philippe Jaroussky, Lorenzo Regazzo; Ensemble Matheus. Opus111/Naïve
- De Lhoyer: Duos et Concerto Pour Guitare, 2004
with Philippe Spinosi (guitar), Duo Spinosi, Ensemble Matheus. Opus111/Naïve
- La verità in cimento, Vivaldi, 2003
with Gemma Bertagnolli, Philippe Jaroussky, Sara Mingardo, Guillemette Laurens, Nathalie Stutzmann; Ensemble Matheus. Opus111/Naïve
- La notte, La tempesta di mare, Il gardellino, Vivaldi, 2003
with Ensemble Matheus. Opus111/Naive
- Vivaldi: Concerti Con Molti Strumenti, Vol. II, 1997
with Ensemble Matheus. Pierre Verany
- Vivaldi: Concerti Con Molti Strumenti, 1996
with Ensemble Matheus. Pierre Verany